# Ágota Kristóf
Ágota Kristóf, född 30 oktober 1935 i Csikvánd, Győr megye, död 27 juli 2011 i Neuchâtel, var en ungersk författare. Hon levde i Schweiz och skrev på franska. 

## Biografi

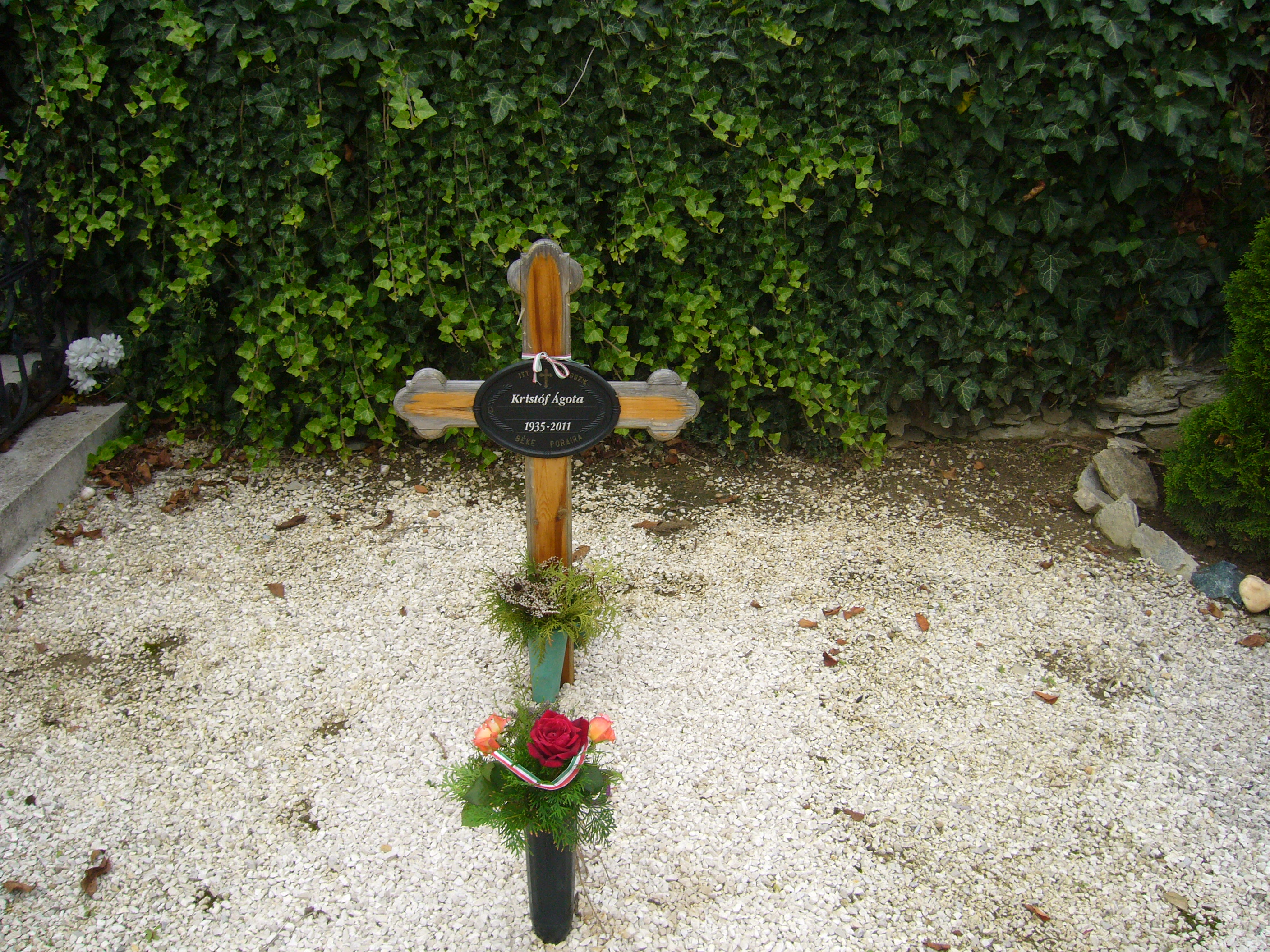
Ágota Kristófs grav i Kőszeg.

Ágota Kristóf föddes 30 oktober 1935. Hon hade en äldre och en yngre bror. Fadern var folkskollärare. Hon studerade först i Kőszeg dit familjen flyttat 1944. Efter den sovjetiska ockupationen fängslades fadern, modern tvingades försörja familjen med tillfälliga arbeten. Kristóf fortsatte sina studier på internat, påtvingad undervisning på de främmande språken, först tyska och därefter ryska. Hon tog sin studentexamen i Szombathely och gifte sig därefter med en äldre historielärare. 
Vid 21 års ålder lämnade hon tillsammans med sin man och fyra månader gamla dotter landet då ungernrevolten slogs ner av den sovjetiska militären och maken riskerade att fängslas för sitt politiska engagemang. De hade ursprungligen intentionen att bosätta sig i USA där familjen hade släktingar. Men uppehållstillstånd beviljades enbart för ett halvår, och man tvingades återvända till Europa och bosatte sig i Neuchâtel i Schweiz.
Efter fem år i exil sade hon upp sig från sitt arbete i en klockfabrik och lämnade sin man. Hon studerade franska och började skriva dramatik och romaner på det språket. 
Efter ytterligare ett äktenskap levde författaren ensam och avled i Neuchâtel 2011. Hon har tre barn. En bror, Attila Kristóf (1938–2015), var journalist och författare i Budapest.

## Författarskap
Redan under internatskoletiden skrev Agota Kristóf sketcher som framfördes mot entré i form av mat eller pengar och hon förde dagbok. Under de första åren efter flykten till Schweiz skrev hon lyrik på ungerska. Efter att ha lärt sig behärska det franska språket publicerade hon dramatik för radio och använde då pseudonymen Maria Zaik vilket var mormoderns namn.
Romandebuten kom med Le Grand cahier, 1986. Den blev en omedelbar kritikersuccé internationellt. Hennes romaner är översatta till ett trettiotal språk och hon har belönats med ett flertal priser

### Stil
Samtliga romaner av Agota Kristóf är korta till omfattningen, och präglade av ett språk som är kärvt och korrekt, "telegramartat" och utan känslomässiga uttryck. Verken är skrivna på franska, som inte var hennes modersmål utan upplevdes påtvingat, och som hon först efter flera års vistelse i Schweiz upplevde sig behärska. Kritiker har uttryckt det som att hon uppfann en ny typ av franska. Hon har själv uttryckt att hon fann språket fientligt och hon använde alltid ordböcker i sitt författarskap. Genomgående tema i hela författarskapet är krigets följder och exilupplevelsen. Huvudpersonerna ger på olika sätt uttryck för driften att skriva, dagbok eller annat författarskap. I intervjuer nämner författaren att det mesta hon skildrar är självupplevt, såsom i Den stora skrivboken där det är barndomsupplevelser med den äldre brodern som återges, och i Igår är hon personen Line som upplever exilens första år.

### Verk
De tre romanerna Le grand cahier (Den stora skrivboken), La Preuve (Beviset) och Le Troisième mensonge (Den tredje lögnen) utgör en trilogi som  skildrar tvillingarna Lucas och Claus under kriget och under efterkrigstiden då den ene lever kvar i en östlig diktatur och den andre i exil. De teman som är mest framträdande i trilogin är krig och förödelse, kärlek och ensamhet, längtan och känslomässiga förluster. 
- I Kristófs första roman, Le grand cahier, Den stora skrivboken, skickas ett tvillingpar i tioårsåldern till sin mormor i en liten stad för att undkomma krigets konsekvenser. Deras bagage består av Bibeln, en stor skrivbok och en ordbok. Mormodern försörjer sig genom att sälja grönsaker, ägg, höns och kaniner och betraktas av sin omgivning som en häxa som har giftmördat sin make. Hennes inställning till de två pojkarna är fientlig, boendet är primitivt och hygienen är obefintlig. Pojkarna går inte i skolan men genomför en slags egen utbildning genom att genomföra härdande övningar i att utstå smärta och hunger och att lära sig Bibeln utantill. Allt dokumenteras i skrivboken. Fronten kommer allt närmare och präglar livet på olika sätt genom närvaron av soldater och fångar. Våld, övergrepp och sexuella aktiviteter av olika slag skildras känsloneutralt liksom närståendes död.

År 2000 anklagades en lärare för att ha spridit pornografi efter att ha presenterat romanen för sina tonåriga elever.
Romanen har blivit föremål för dramatisering vid upprepade tillfällen. Den har också utgjort underlag för en film med samma namn regisserad av János Szász som Oscarsnominerades 2014.
- Uppföljaren La Preuve, Beviset kom 2 år senare. Nu är tvillingarna namngivna som Lucas och Claus. I slutet av Le Grand cahier hade Claus lyckats fly över gränsen medan Lucas blev kvar i den avlidna mormoderns hus. Flera år har passerat. Han sköter djur och odlingar, spelar munspel på krogarna för att tjäna en slant. Han tar hand om en ung kvinna med ett litet fysiskt missbildat barn, Mathias, och uppfostrar honom som sin egen son när kvinnan försvinner. Lucas övertar den lilla bokhandeln och flyttar in i den medföljande bostaden med Mathias. I staden finns många som sörjer försvunna eller avrättade anhöriga och flera tragiska händelser äger rum. Efter ytterligare många år återvänder Claus som 50-åring till den lilla staden och söker sin bror som då inte står att finna, men en vän till Lucas har förvaltat den gemensamma skrivboken.
- 1991 publicerades Le Troisième mensonge, Den tredje lögnen. I denna sker namnväxlingar och tvillingarnas barndom ges en annan gestalt.[8] Enligt denna separeras de i fyraårsåldern genom en familjetragedi. Lucas skadas allvarligt och tillbringar de närmaste åren på ett rehabiliteringshem. Klaus omhändertas av faderns tidigare älskarinna och modern hamnar på mentalsjukhus. Som tonåring finner han att modern i fortsatt behov av omsorg har flyttats till barndomshemmet i huvudstaden. Han flyttar hem och tar hand om modern, arbetar på ett tryckeri och blir så småningom en känd poet under pseudonymen Claus Lucas. Efter att rehabiliteringshemmet bombats under kriget hamnar Lucas hos "mormodern" i den lilla staden K. Efter hennes död lyckas han som 15-åring fly över gränsen. Vid mottagandet ljuger han tre gånger och den tredje lögnen är att hans namn är Claus.[11] Han kommer att fortsatt leva i exil och blir så småningom författare. Först som 50-åring och sjuklig återvänder han till den lilla staden och sedan till huvudstaden där han återfinner sin bror.
- 1995 publicerades romanen, Hier, svensk översättning Igår 2020. Huvudpersonen är Sandor, en flykting som arbetar i en klockfabrik. Dramatiska händelser föregår hans flykt. Han är psykiskt instabil och flera av hans flyktingvänner går under. Han skriver i sin skrivbok på det nya språket och han drömmer om barndomsvännen Line. Plötsligt dyker hon upp i fabriksmiljön, nu en vuxen kvinna.[12][13][14]
- L'Analphabète, Analfabeten omfattar knappt 50 sidor och presenteras som en självbiografisk berättelse. Den skildrar författarens liv från barndom och skoltid till flykten och exilens vedermödor. Här ger författaren uttryck för sin känsla av det franska språkets fientlighet. Då hon efter fem år i Schweiz hade lärt sig tala språket hade hon stora svårigheter att läsa och skriva franska och benämnde sig därför som analfabet då hon påbörjade vuxenstudier vid universitetet i Neuchâtel.[4]
- Agota Kristof har även givit ut novellsamlingarna C'est égal 2005 och Où es-tu Mathias? 2006.

### Dramatik
- John et Joe (1972), Création Neuchâtel, 1975
- La Clé de l'ascenseur (1977), Création 1990
- Un rat qui passe (1972, slutlig version 1984), Création 1993
- L'Heure grise ou le dernier client (1975, slutlig version 1984), Création Neuchâtel, 1990
- Le Monstre
- La Route
- L'Épidémie
- L'Expiation
- Line, le temps (2006)

### Romaner och noveller
- «La trilogie des jumeaux» ("tvillingtrilogin"):
  - Le Grand Cahier, Seuil, 1986, ISBN 978-2020239264, Prix littéraire européen d'ADELF
    - Den stora skrivboken, Norstedt, 1989, översättare Anne Lux, ISBN 911881882X

  - La Preuve, Seuil, 1988, ISBN 978-2020239271
    - Beviset, Norstedt, 1990, översättare Anne Lux, ISBN 9118916228

  - Le Troisième Mensonge, Seuil, 1991, ISBN 978-2020135030, Prix du Livre Inter 1992.
    - Den tredje lögnen, Norstedt, 1993, översättare Anne Lux, ISBN 9119214227
    - Den stora skrivboken ; Beviset ; Den tredje lögnen (samlingsvolym, nyöversättning), Wahlström & Widstrand, 2019, översättare Marianne Tufvesson, ISBN 9789146235217
- Hier, Seuil, 1995, ISBN 978-2020301015
  - I går, Wahlström & Widstrand, 2020, översättare Marianne Tufvesson, ISBN 9789146236252
- L'Analphabète (anpassad för teater av Sifiane El Asad 2008 under titeln Je lis), Éditions Zoé, 2004, ISBN 978-2881825125
  - Analfabeten, Wahlström & Widstrand, 2019, översättare Marianne Tufvesson ISBN 9789146235637
- C'est égal, nouvelles, Seuil, 2005, ISBN 978-2020859615
  - Det kan kvitta, Wahlström & Widstrand, 2021, översättare Marianne Tufvesson ISBN 9789146238270
- Où es-tu Mathias ?, Éditions Zoé, 2006, ISBN 978-2881825484

## Priser och utmärkelser
- 1986, Prix européen de l’ADELF
- 1988, Prix Schiller
- 1988, Ruban de la Francophonie
- 1992, Prix du livre inter
- 1998, Prix Alberto Moravia
- 2001, Prix Gottfried-Keller
- 2005, Prix Schiller pour l'ensemble de son œuvre
- 2006, Preis der SWR-Bestenliste
- 2008, Österrikiska statens pris för europeisk litteratur
- 2009, Prix de l'institut neuchâtelois
- 2011, Prix Kossuth de l'État hongrois